# 홍일권
홍일권(洪日權, 1968년 10월 21일 ~ )은 대한민국의 배우이다.

## 생애
1968년 10월 21일에 태어난 그는 1987년 연극 배우로 첫 데뷔하였고 이듬해 1988년 뮤지컬 배우로 데뷔하였으며 1년 후 1989년 KBS 13기 공채 탤런트로 정식 데뷔하였고 1991년 영화 《흑설》의 주연을 통하여 영화 배우로 데뷔하였다.
신장은 183cm이고 체중은 76kg이며 유도 2단 자격증이 있다.

## 학력
- 배명고등학교
- 서울예술대학교 연극학과 전문학사

## 경력
- 1989년 KBS 13기 공채 탤런트

## 출연

### 드라마
- 1989년 KBS 2TV 주말연속극 《달빛가족》
- 1990년 KBS 2TV 단막극 《KBS 드라마게임》
- 1991년 KBS 1TV 청춘드라마 《사랑이 꽃피는 나무》 ... 한욱 역
- 1992년 KBS 2TV 아침드라마 《비 오는 날 오후》
- 1993년 KBS 2TV 청춘드라마 《내일은 사랑》
- 1993년 KBS 1TV 수목드라마 《일월》
- 1994년 KBS 1TV 청춘드라마 《사랑의 인사》
- 1995년 KBS 2TV 단막극 《KBS 단막극장》
- 1995년 KBS 2TV 일요아침드라마 《사랑한다면서》
- 1996년 KBS 2TV 수목드라마 《프로젝트》
- 1997년 KBS 2TV 월화드라마 《폭풍 속으로》 ... 나동환 역
- 1997년 KBS 2TV 납량드라마 《전설의 고향 - 1997년 - 도미의 처》 ... 도미 역
- 1997년 MBC 수목드라마 《영웅신화》 ... 석범 역
- 1998년 MBC 월화드라마 《사랑》
- 1998년 MBC 단막극 《MBC 베스트극장 - 그녀의 화분 NO.1》 ... 도훈
- 1998년 KBS 1TV 특집드라마 《희망여관》
- 1997년 MBC 농촌드라마 《전원일기》 ... 876화 김순경 그의 어깨 편 사진 작가 역
- 1999년 KBS 2TV 단막극 《KBS 드라마시티》
- 1999년 KBS 2TV 단막극 《KBS 일요베스트》
- 2000년 MBC 단막극 《MBC 베스트극장》
- 2000년 SBS 월화드라마 《도둑의 딸》
- 2001년 SBS 주말극장 《그래도 사랑해》 ... 박기철 역
- 2002년 KBS 2TV 수목드라마 《명성황후》 ... 홍계훈 (재희) 역
- 2003년 KBS 1TV 대하드라마 《무인시대》 ... 김약진 역
- 2004년 KBS 1TV 전원드라마 《대추나무 사랑걸렸네》 ... (특별 출연)
- 2005년 EBS 1TV 주말드라마 《지금도 마로니에는》 ... 한기호 역
- 2006년 KBS 1TV TV 소설 《강이 되어 만나리》
- 2006년 KBS 2TV 단막극 《KBS 드라마시티 - 소풍》
- 2007년 KBS 1TV 전원드라마 《산너머 남촌에는》 ... 김재곤 역
- 2008년 KBS 2TV 아침드라마 《아내와 여자》 ... 박준하 역
- 2009년 KBS 2TV 대하드라마 《천추태후》 ... 양규 역
- 2009년 SBS 주말특별기획드라마 《그대, 웃어요》 ... 한민준 역
- 2010년 KBS 2TV 월화드라마 《공부의 신》 ... (특별 출연)
- 2010년 KBS 1TV 대하드라마 《자유인 이회영》 ... 화암 정현섭 역
- 2011년 KBS 2TV 수목드라마 《공주의 남자》 ... 금성대군 역
- 2011년 KBS 2TV 월화드라마 《브레인》 ... 황태성 역
- 2012년 KBS 1TV 일일연속극 《별도 달도 따줄게》 ... 오영택 역
- 2012년 KBS 1TV 대하드라마 《대왕의 꿈》 ... 국반 갈문왕 역
- 2013년 KBS 2TV TV 소설 《은희》 ... 임덕수 역
- 2014년 TV조선 금토드라마 《불꽃 속으로》 ... 황준석 역
- 2015년 KBS 1TV 대하드라마 《징비록》 ... 김응남 역
- 2017년 KBS 2TV TV 소설 《꽃 피어라 달순아!》 ... 서봉식 역
- 2018년 KBS 2TV 아침드라마 《차달래 부인의 사랑》 ... 백현우 역
- 2020년 KBS 2TV 일일드라마 《비밀의 남자》 ... 차우석 역

### 시트콤
- 1998년 MBC 《테마게임》

### 영화
- 1991년 《흑설》 ... 박민기 역
- 1991년 《토끼를 태운 잠수함》 ... 창배 역
- 1997년 《삘구》 ... 홍익 역
- 2004년 《DMZ, 비무장지대》 ... 김인 역

### 뮤지컬
- 《아가씨와 건달들》

### 교양
- 2000년 KBS 2TV 《도전! 지구탐험대》 ... 프랑스 라팔전투기 조종사 도전
- 2011년 KBS 2TV 《여유만만》

### 예능
- 1991년 MBC 《토요일! 토요일은 즐거워》 ... 심신과 함께 오직 하나뿐인 그대, 그대 슬픔까지 사랑해, 주저하지 말아요 듀엣
- 2018년 SBS 《불타는 청춘》

### 뮤직비디오
- 2002년 7dayz - 내가그댈

### 광고
- 1990년 진주햄 오케이 고추참치 야채참치